# Ixias balice
Ixias balice is een vlindersoort uit de familie van de Pieridae (witjes), onderfamilie Pierinae.
Ixias balice werd in 1836 beschreven door Boisduval.